# Peléndri
Peléndri (grec moderne : Πελένδρι) est un village chypriote situé dans le district de Limassol et comptant plus de 1 074 habitants.